# Vrøgum Station
Vrøgum Station er en dansk jernbanestation i landsbyen Øster Vrøgum i Vestjylland.